# 연자루
연자루

## 기본 정보
순천 옥천교에 있었던 연자루는 1930년대 일제의 시가지계획으로 철거되었고, 1978년 재미교포 김계선의 기부로 현재 죽도봉공원에 복원.

연자루 : 장간공 장일(張鎰)
霜月凄凉燕子樓 : 서릿발 같이 찬 달빛 처량한 연자루(燕子樓)에는
郎官一去夢悠悠 : 낭관(郎官) 한번 간 후로 꿈만 유유하였네
當時座客休嫌老 : 당시 좌객(座客)을 늙었다고 혐의하지 마소
樓上佳人亦白頭 : 누각 위의 가인(佳人)도 역시 머리가 세었네

순천시 조곡동 죽도봉 공원에 복원한 연자루(현재)